# Nati nel 1958/Ottobre
| Questa pagina contiene informazioni ricavate automaticamente dalle voci biografiche con l'ausilio del template Bio e di un bot. L'aggiornamento è periodico e automatico e ricostruisce completamente la pagina. Se manca una persona in questa lista, sei pregato di non aggiungerla, ma accertati piuttosto che la sua voce biografica contenga il template Bio e che i dati anagrafici siano correttamente compilati. Se il template Bio manca, inseriscilo tu stesso o, in alternativa, metti l'avviso {{tmp\|Bio}} che ne segnala la mancanza. Se i dati riportati sono sbagliati, correggi direttamente la voce biografica; le modifiche saranno visibili in questa lista entro pochi giorni. Per chiarimenti vedi il progetto biografie. La lista contiene solo le 267 persone che sono citate nell'enciclopedia e per le quali è stato implementato correttamente il template Bio. Pagina aggiornata al 18 ago 2025. |

- 1º ottobre - Michelle Bauer, attrice statunitense
- 1º ottobre - Francesco Maria Licheri, ingegnere e politico italiano
- 1º ottobre - Alton Lister, ex cestista e allenatore di pallacanestro statunitense
- 1º ottobre - Josep Moratalla, ex calciatore spagnolo
- 1º ottobre - Roger Ruud, ex saltatore con gli sci norvegese
- 1º ottobre - Dmitry Tyurin, ex pentatleta kazako
- 2 ottobre - Bob Bolder, ex calciatore britannico
- 2 ottobre - Hsu Tsu-ling, ex cestista taiwanese
- 2 ottobre - Robbie Nevil, cantante e chitarrista statunitense
- 2 ottobre - Laurette Onkelinx, politica belga
- 2 ottobre - Daniel Peacock, attore, scrittore e regista britannico
- 2 ottobre - Didier Sénac, ex calciatore francese
- 2 ottobre - Jeffrey Weissman, attore statunitense
- 2 ottobre - Fulvio Zuccheri, calciatore e allenatore di calcio italiano († 2007)
- 3 ottobre - Saverio Cannistrà, arcivescovo cattolico e teologo italiano
- 3 ottobre - Margot Foster, ex canottiera australiana
- 3 ottobre - Mike Gandolfo, ex tennista statunitense
- 3 ottobre - Harvey Knuckles, ex cestista e allenatore di pallacanestro statunitense
- 3 ottobre - Chicho Sibilio, cestista e allenatore di pallacanestro dominicano († 2019)
- 3 ottobre - Peter Tscherkassky, regista austriaco
- 3 ottobre - Kirk Watson, politico e avvocato statunitense
- 3 ottobre - Rich Yonakor, cestista statunitense († 2022)
- 4 ottobre - Francesco Damiani, ex pugile italiano
- 4 ottobre - Ned Luke, attore e doppiatore statunitense
- 4 ottobre - Wendy Makkena, attrice statunitense
- 4 ottobre - Larisa Cagaraeva, ex schermitrice sovietica
- 4 ottobre - Emanuele Vezzoli, attore italiano
- 5 ottobre - Charles Davis, ex cestista statunitense
- 5 ottobre - Antonio Di Gennaro, ex calciatore italiano
- 5 ottobre - Henry Duarte, allenatore di calcio costaricano
- 5 ottobre - Mauro Febbo, politico italiano
- 5 ottobre - Brent Jett, ex astronauta statunitense
- 5 ottobre - André Kuipers, astronauta e medico olandese
- 5 ottobre - Kenny Natt, ex cestista e allenatore di pallacanestro statunitense
- 5 ottobre - Luiz Schiavon, cantante, musicista e compositore brasiliano († 2023)
- 5 ottobre - Walburga d'Asburgo-Lorena, avvocata e politica tedesca
- 5 ottobre - Jonathon Welch, tenore, pianista e direttore di coro australiano
- 5 ottobre - Neil deGrasse Tyson, astrofisico e divulgatore scientifico statunitense
- 6 ottobre - Alberto Carrara, disc-jockey, cantante e arrangiatore italiano
- 6 ottobre - Joseph Finder, scrittore e giornalista statunitense
- 6 ottobre - Roberto Gatto, batterista italiano
- 6 ottobre - Sergej Myl'nikov, hockeista su ghiaccio sovietico († 2017)
- 6 ottobre - Carl Nicks, ex cestista e allenatore di pallacanestro statunitense
- 6 ottobre - William Nieto, ex cestista colombiano
- 6 ottobre - Ivan Rota, politico italiano
- 6 ottobre - Robert Sarzo, chitarrista e compositore cubano
- 7 ottobre - Bernardo Arévalo, politico e diplomatico guatemalteco
- 7 ottobre - Ivan Dimitrov, scultore, pittore e incisore bulgaro
- 7 ottobre - Peter Feldmann, politico tedesco
- 7 ottobre - Steve Gardner, ex calciatore inglese
- 7 ottobre - Huang Yu-lan, ex cestista taiwanese
- 7 ottobre - Judy Landers, attrice statunitense
- 7 ottobre - Rosalyn Landor, attrice e doppiatrice britannica
- 7 ottobre - Sunnyi Melles, attrice tedesca
- 7 ottobre - Eilif Kristen Mikkelsplass, ex fondista norvegese
- 7 ottobre - Julio Alberto Moreno, ex calciatore spagnolo
- 7 ottobre - Sheilagh Ogilvie, storica e economista canadese
- 7 ottobre - Grant Turner, calciatore neozelandese († 2023)
- 8 ottobre - Manfred Braschler, calciatore svizzero († 2002)
- 8 ottobre - Barbara Brown, ex cestista statunitense
- 8 ottobre - Heinz Lüdi, ex calciatore svizzero
- 8 ottobre - Patrick Michael O'Regan, arcivescovo cattolico australiano
- 8 ottobre - Jean-Christophe Thouvenel, ex calciatore francese
- 8 ottobre - Ute Willing, attrice tedesca
- 8 ottobre - Ursula von der Leyen, politica tedesca
- 9 ottobre - André Beaudoin, ex atleta paralimpico canadese
- 9 ottobre - Paolo Bellodis, alpinista e bobbista italiano
- 9 ottobre - Jurij Anatolijovyč Bojko, politico ucraino
- 9 ottobre - Alberto Fluvi, politico italiano
- 9 ottobre - Al Jourgensen, cantante, chitarrista e tastierista statunitense
- 9 ottobre - Hui Ka Yan, imprenditore cinese
- 9 ottobre - Alan Nunnelee, politico statunitense († 2015)
- 9 ottobre - Michael Paré, attore statunitense
- 9 ottobre - Terry Schroeder, ex pallanuotista e allenatore di pallanuoto statunitense
- 9 ottobre - Federica Sciarelli, giornalista e conduttrice televisiva italiana
- 9 ottobre - Mike Singletary, ex giocatore di football americano e allenatore di football americano statunitense
- 10 ottobre - Lorenzo Dallari, giornalista e scrittore italiano
- 10 ottobre - John Grunsfeld, ex astronauta e fisico statunitense
- 10 ottobre - Predrag Pašić, ex calciatore jugoslavo
- 10 ottobre - Tanya Tucker, cantante statunitense
- 11 ottobre - Rossella Galbiati, ex ciclista su strada e pistard italiana
- 11 ottobre - Giuseppe Memeo, ex terrorista italiano
- 11 ottobre - Tony Moore, cantante statunitense
- 12 ottobre - David Amaral, allenatore di calcio e ex calciatore spagnolo
- 12 ottobre - Steve Austria, politico statunitense
- 12 ottobre - Julian Beever, artista britannico
- 12 ottobre - Roberto Carboni, arcivescovo cattolico italiano
- 12 ottobre - Jeff Keith, cantante statunitense
- 12 ottobre - Kazushito Manabe, ex sollevatore giapponese
- 12 ottobre - Valentina Spongia, ex ginnasta italiana
- 12 ottobre - Thomas Sunesson, calciatore svedese († 2015)
- 12 ottobre - Jo Vally, cantante belga
- 12 ottobre - Corrado Volpi, ex cestista italiano
- 13 ottobre - Maria Cantwell, politica statunitense
- 13 ottobre - Cherrelle, cantante statunitense
- 13 ottobre - Peter Coleman-Wright, baritono australiano
- 13 ottobre - Sandy Collins, ex tennista statunitense
- 13 ottobre - Dwayne Evans, ex velocista statunitense
- 13 ottobre - Jamal Khashoggi, scrittore e giornalista saudita († 2018)
- 13 ottobre - Oh Seok-jae, ex calciatore sudcoreano
- 13 ottobre - Izumi Matsumoto, fumettista giapponese († 2020)
- 14 ottobre - Amato Berardi, politico italiano
- 14 ottobre - Thomas Dolby, musicista, compositore e imprenditore britannico
- 14 ottobre - Giuseppe Fioroni, politico italiano
- 14 ottobre - Claude Reiter, ex calciatore lussemburghese
- 14 ottobre - Jeannot Reiter, ex calciatore lussemburghese
- 14 ottobre - Isabel Sabogal, scrittrice, poetessa e traduttrice peruviana
- 14 ottobre - Silvio Scaglia, imprenditore, dirigente d'azienda e ingegnere italiano
- 14 ottobre - Alfred Xuereb, arcivescovo cattolico maltese
- 15 ottobre - Ron Anderson, ex cestista e allenatore di pallacanestro statunitense
- 15 ottobre - Marco Cornez, calciatore cileno († 2022)
- 15 ottobre - Dario D'Ambrosi, attore e regista italiano
- 15 ottobre - Mickey Dillard, ex cestista statunitense
- 15 ottobre - Masako Katsuki, attrice e doppiatrice giapponese
- 15 ottobre - Perlat Musta, allenatore di calcio e ex calciatore albanese
- 15 ottobre - Giuseppe Oristanio, attore brasiliano
- 15 ottobre - Gerry Sorensen, ex sciatrice alpina canadese
- 15 ottobre - Ilmārs Verpakovskis, calciatore lettone († 2022)
- 15 ottobre - Margaret Zaleski-Zamenhof, medica e esperantista polacca
- 16 ottobre - Jean-Denys Choulet, allenatore di pallacanestro francese
- 16 ottobre - Laura Landi, cantante italiana
- 16 ottobre - Lee Boo-yeol, ex calciatore sudcoreano
- 16 ottobre - Armando Manzo, ex calciatore messicano
- 16 ottobre - Mike Muuss, informatico statunitense († 2000)
- 16 ottobre - Tim Robbins, attore, regista e sceneggiatore statunitense
- 16 ottobre - Gilles Schnepp, manager francese
- 17 ottobre - Enzo Bernardini, generale italiano
- 17 ottobre - Dušan Borko, ex calciatore cecoslovacco
- 17 ottobre - Alan Jackson, cantautore statunitense
- 17 ottobre - Andrea Montanari, giornalista italiano
- 17 ottobre - Giancarlo Padovan, giornalista, scrittore e allenatore di calcio italiano
- 17 ottobre - Michael Quigley, politico statunitense
- 17 ottobre - Nick Sandberg, ex calciatore norvegese
- 17 ottobre - Gianmaria Testa, cantautore italiano († 2016)
- 17 ottobre - Chyi Yu, cantante taiwanese
- 18 ottobre - Corinne Bohrer, attrice statunitense
- 18 ottobre - Lloyd Bourne, ex tennista statunitense
- 18 ottobre - Kenny Dennard, ex cestista statunitense
- 18 ottobre - Thomas Hearns, ex pugile statunitense
- 18 ottobre - Letitia James, avvocato e politica statunitense
- 18 ottobre - Francesco Lussana, scultore italiano
- 18 ottobre - Julio Olarticoechea, allenatore di calcio e ex calciatore argentino
- 19 ottobre - Albert Brojka, ingegnere e politico albanese
- 19 ottobre - Manlio Contento, politico italiano
- 19 ottobre - Maurizio Corrado, saggista, architetto e drammaturgo italiano
- 19 ottobre - Carmine Di Martino, filosofo italiano
- 19 ottobre - Roberto Forcellini, ex nuotatore italiano
- 19 ottobre - Dario Franceschini, politico e scrittore italiano
- 19 ottobre - Pietro Generali, ex cestista italiano
- 19 ottobre - Arnette Hallman, ex cestista statunitense
- 19 ottobre - Hiromi Hara, allenatore di calcio e ex calciatore giapponese
- 19 ottobre - Susanne Häusler, attrice tedesca
- 19 ottobre - Malandrino e Veronica, comico italiano
- 19 ottobre - Peter Mally, ex sciatore alpino italiano
- 19 ottobre - Fientje Moerman, politica belga
- 19 ottobre - Emanuele Rossi, costituzionalista e giurista italiano
- 19 ottobre - Michael Steele, politico e avvocato statunitense
- 19 ottobre - Angelo Trevisan, dirigente sportivo, allenatore di calcio e ex calciatore italiano
- 20 ottobre - Lynn Flewelling, scrittrice statunitense
- 20 ottobre - Stein Gran, ex calciatore norvegese
- 20 ottobre - Tullio Gritti, allenatore di calcio e ex calciatore italiano
- 20 ottobre - Scott Hall, wrestler statunitense († 2022)
- 20 ottobre - Gregg Johnson, giocatore di football americano statunitense
- 20 ottobre - Mark King, bassista, cantante e compositore britannico
- 20 ottobre - Dave Krieg, ex giocatore di football americano statunitense
- 20 ottobre - Giuseppe Macrì, judoka italiano († 2025)
- 20 ottobre - Aletta van Manen, ex hockeista su prato olandese
- 20 ottobre - Viggo Mortensen, attore, poeta e fotografo statunitense
- 20 ottobre - Giovanni Ongaro, politico italiano
- 20 ottobre - Ivo Pogorelić, pianista croato
- 20 ottobre - Eric Scott, attore statunitense
- 21 ottobre - Dieter Amann, ex sciatore alpino austriaco
- 21 ottobre - Julie Bell, illustratrice, fotografa e pittrice statunitense
- 21 ottobre - Marco Domenichini, allenatore di calcio e ex calciatore italiano
- 21 ottobre - Patricia Espinosa, diplomatica messicana
- 21 ottobre - Manu Ferrera, allenatore di calcio e ex calciatore belga
- 21 ottobre - Andrej Gejm, fisico sovietico
- 21 ottobre - Hassan Hanini, ex calciatore marocchino
- 21 ottobre - Julio Medem, regista, sceneggiatore e montatore spagnolo
- 21 ottobre - Michael Kelly Smith, chitarrista statunitense
- 22 ottobre - Bobby Blotzer, batterista statunitense
- 22 ottobre - Maritza Caballero, cestista cubana († 2021)
- 22 ottobre - Virgil Donati, batterista australiano
- 22 ottobre - Vittorio Gallinari, ex cestista italiano
- 22 ottobre - Luizinho, ex calciatore brasiliano
- 22 ottobre - Paolo Martinelli, vescovo cattolico italiano
- 22 ottobre - Mariella Melon, cestista italiana († 2023)
- 22 ottobre - Keena Turner, ex giocatore di football americano statunitense
- 22 ottobre - Ramiro Vargas, ex calciatore boliviano
- 23 ottobre - Julián Coronel, ex calciatore paraguaiano
- 23 ottobre - Dante D'Elpidio, politico italiano
- 23 ottobre - Cornelia Dörr, nuotatrice tedesca orientale
- 23 ottobre - Abdel Rahman El Bacha, pianista libanese
- 23 ottobre - Robert Muhiirwa, vescovo cattolico ugandese
- 23 ottobre - Paolo Naccarato, funzionario, politico e giornalista italiano
- 23 ottobre - Frank Schaffer, ex velocista tedesco
- 24 ottobre - Dan Anghelescu, allenatore di calcio rumeno
- 24 ottobre - Alain Couriol, ex calciatore francese
- 24 ottobre - Herbert Diess, dirigente d'azienda tedesco
- 24 ottobre - Chip Hooper, ex tennista statunitense
- 24 ottobre - Grigorij Rodčenkov, dirigente pubblico e chimico russo
- 25 ottobre - Giovanni Anversa, giornalista, conduttore televisivo e autore televisivo italiano
- 25 ottobre - Phil Daniels, attore britannico
- 25 ottobre - Barry Dunaway, bassista statunitense
- 25 ottobre - Kornelia Ender, ex nuotatrice tedesca
- 25 ottobre - Leonardo Fogassi, neuroscienziato italiano
- 25 ottobre - Leonardo Natale, ex ciclista su strada italiano
- 25 ottobre - Kjell Inge Røkke, imprenditore norvegese
- 25 ottobre - David Woodley, giocatore di football americano statunitense († 2003)
- 26 ottobre - Ray Caesar, artista inglese
- 26 ottobre - Ernst von Freyberg, avvocato e banchiere tedesco
- 26 ottobre - Walter Junghans, allenatore di calcio e ex calciatore tedesco occidentale
- 26 ottobre - Angelika Klüssendorf, scrittrice tedesca
- 26 ottobre - Alberto Mottini, cestista italiano († 2018)
- 26 ottobre - Pascale Ogier, attrice francese († 1984)
- 26 ottobre - Maurizio Saia, politico italiano
- 26 ottobre - Renato Villa, allenatore di calcio e ex calciatore italiano
- 27 ottobre - Gordon Cowans, allenatore di calcio e ex calciatore inglese
- 27 ottobre - Manu Katché, batterista francese
- 27 ottobre - Simon Le Bon, cantante britannico
- 27 ottobre - Paolo Mazzeni, ex calciatore italiano
- 27 ottobre - Marco Milanese, archeologo italiano
- 27 ottobre - Donnell Thompson, giocatore di football americano statunitense († 2024)
- 28 ottobre - Bruno Bérard, saggista francese
- 28 ottobre - Elfi Deufl, ex sciatrice alpina austriaca
- 28 ottobre - Ivo van Hove, regista teatrale e direttore artistico belga
- 28 ottobre - Pascal Lamour, scrittore e musicista francese
- 28 ottobre - Ernst Middendorp, allenatore di calcio e ex calciatore tedesco
- 28 ottobre - Roberto Natale, giornalista e sindacalista italiano
- 28 ottobre - Mohamed al-Sayid, ex cestista egiziano
- 28 ottobre - Patrick Snijers, pilota di rally belga
- 28 ottobre - José Jacinto Vega, ex calciatore ecuadoriano
- 29 ottobre - Silvestro Baldacci, ex calciatore italiano
- 29 ottobre - Terry Boyle, ex calciatore gallese
- 29 ottobre - Charlie Brown, ex giocatore di football americano statunitense
- 29 ottobre - Bobby Chen, cantante e produttore discografico taiwanese
- 29 ottobre - Teresa Komorowska, ex cestista e allenatrice di pallacanestro polacca
- 29 ottobre - Ann-Marie MacDonald, scrittrice, attrice e librettista canadese
- 29 ottobre - Claudio Sabatini, imprenditore e dirigente sportivo italiano
- 29 ottobre - Paolo Sassanelli, attore, sceneggiatore e regista italiano
- 30 ottobre - Piero Calabrese, compositore, produttore discografico e cantante italiano († 2016)
- 30 ottobre - Joe Delaney, giocatore di football americano statunitense († 1983)
- 30 ottobre - John Duren, ex cestista statunitense
- 30 ottobre - Michele Gambino, giornalista e scrittore italiano
- 30 ottobre - Pétur Guðmundsson, ex cestista e allenatore di pallacanestro islandese
- 30 ottobre - François Kalist, arcivescovo cattolico francese
- 30 ottobre - Bernd Niesecke, ex canottiere tedesco
- 30 ottobre - Igor' Panarin, politologo russo
- 30 ottobre - Robert Stuart, ex giocatore di calcio a 5 australiano
- 30 ottobre - Javier Villeta, ex cestista portoricano
- 30 ottobre - Scott Wise, attore, ballerino e coreografo statunitense
- 31 ottobre - Charles Cassar, ex calciatore maltese
- 31 ottobre - Davor Čop, allenatore di calcio e ex calciatore jugoslavo
- 31 ottobre - Giorgio Dendi, enigmista, divulgatore scientifico e blogger italiano
- 31 ottobre - Franco Fabbri, allenatore di calcio e ex calciatore italiano
- 31 ottobre - Eduardo Feinmann, giornalista e avvocato argentino
- 31 ottobre - Marcello Garofalo, critico cinematografico, regista e saggista italiano
- 31 ottobre - Eva Korpela, ex biatleta svedese
- 31 ottobre - Aki Lahtinen, ex calciatore finlandese
- 31 ottobre - Jeannie Longo, ex ciclista su strada, pistard e mountain biker francese
- 31 ottobre - Yves Loubet, pilota di rally francese
- 31 ottobre - Ennio Mastalli, ex calciatore italiano
- 31 ottobre - Warren Mok, tenore e direttore artistico cinese
- 31 ottobre - Mark Pivarunas, vescovo statunitense
- 31 ottobre - Simon Poidevin, ex rugbista a 15 australiano
- 31 ottobre - Joseph Edward Strickland, vescovo cattolico statunitense
- 31 ottobre - Sergio Troiano, attore e doppiatore italiano